# Born in the USA (sång)
Born in the USA är en sång skriven och framförd av Bruce Springsteen, och har med åren blivit en av hans mest berömda låtar. När musikskriften Rolling Stone i november 2004 skulle räkna upp de 500 bästa låtarna genom tiderna hamnade låten på 275:e plats. Låten har efter sin release blivit förknippad med amerikansk patriotism, trots att den egentligen är negativ om Vietnamkriget.

## Inspelning
Låten skrevs ursprungligen 1981 till en film som Paul Schrader tänkte göra. Det visade sig att Bruce Springsteen tänkte använda den till sitt album, och Bruce Springsteen tackade Paul Schrader i texthäftet. Flera heminspelade demoversioner kom senare under året, efter att The River Tour avslutats.
Den 3 januari 1982 spelades en demoversion med akustiskt gitarrsolo in i Bruce Springsteens hem i Colts Neck, New Jersey, inför albumet Nebraska samma år. Akustiska versioner av fler andra låtar som senare kom att ligga på albumet Born in the USA fanns också på denna demoinspelning, som "Working on the Highway" och "Downbound Train".  Dock tyckte Bruce Springsteen och hans manager/producent Jon Landau och andra att låten inte hade rätt melodi till texten, och ansågs inte passa med övrigt material på Nebraska. Då lades det på hyllan. Denna version kom mot slutet av 1990-talet att ligga på samlingsalbumen Tracks och 18 Tracks.
I mars 1982 återupplivade Springsteen låten, med annorlunda melodi och uppbyggnad. En full E Street Band-version spelades också in,, bland annat med Roy Bittans inledande synthesizerriff och vad producenten Chuck Plotkin kallade Max Weinbergs "exploderande trumspel" . Denna version kom 1984 att ligga på albumet Born in the USA .

## Släpptes
Låten släpptes som singel den 30 oktober 1984 och nådde 9:e plats på Billboard Hot 100 och på albumet Born in the USA som släpptes den 4 juni samma år.

## Låtlista

### 7": Columbia / 38-04680
1. "Born in the USA" - 4:39
2. "Shut Out the Light" - 3:45

- B-sidan till singeln, "Shut Out the Light", handlar också om Vietnamveteraner.
- Också släppt på CD 1988 (Columbia / 38K-04680-S1)

### 12": Columbia / 44-05147
1. "Born In The USA" (The Freedom Mix) - 7:07
2. "Born In The USA" (Dub) - 7:27
3. "Born In The USA" (Radio Mix) - 6:01

- All remixeversioner gjorda av Arthur Baker

## Listplaceringar
| Lista 1985, 2008 | Topplaceringar |
| ---------------- | -------------- |
| Italien          | 20             |
| Nederländerna    | 5              |
| Norge            | 20             |
| Nya Zeeland      | 1              |
| Sverige          | 11             |
| Österrike        | 13             |